# Sealtiel
Sealtiel, także Selatiel, Selathiel lub Zerachiel (hebr. שְׁאַלְתִּיאֵל Šəʾaltīʾēl, „poprosiłem Boga”, „modlitwa do Boga”, „modlitwa Boga”, „prośba Boga”) – według tradycji judaistycznej, bizantyjskiej tradycji katolickiej i prawosławnej jeden z siedmiu archaniołów.

## Patronat

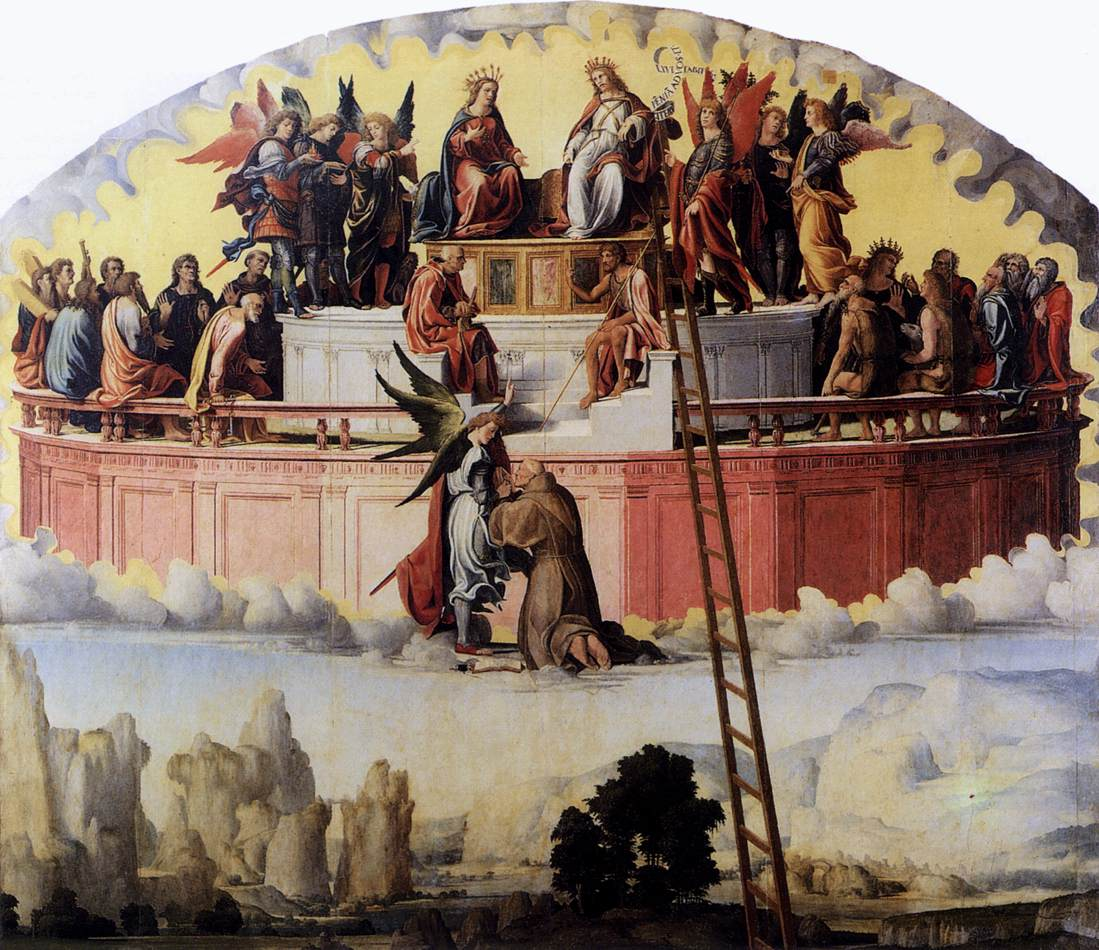
Pedro Fernández, Vision of the Blessed Amedeo Menez de Sylva, około 1514

Jest nauczycielem modlitwy. Tak jest czczony w Kościele prawosławnym i niektórych katolickich. Według niektórych tradycji prawosławnych pomaga ludziom interpretować sny, zrywać z nałogami, chronić dzieci, przewodniczyć egzorcyzmom. Poza tym rządzi muzyką w niebie. 

## W Biblii i apokryfach
Apokalipsa 8, 3–4 opisuje niebiańską wizję anioła, o którym tradycja chrześcijańska mówi, że jest Sealtielem, który zanosi modlitwy ludzi do Boga: „I przyszedł inny anioł, i stanął przy ołtarzu, mając złote naczynie na żar, i dano mu wiele kadzideł, aby dał je w ofierze jako modlitwy wszystkich świętych, na złoty ołtarz, który jest przed tronem”. Jego imię jednak nie występuje w Piśmie Świętym. Znane jest tylko z pism apokryficznych. W tekście Konflikt Adama i Ewy z Szatanem Bóg posyła Sealtiela i Suriyela, aby pomogli uratować Adama i Ewę przed oszustwem Szatana. Bóg nakazuje Sealtielowi „sprowadzić ich ze szczytu wyżyn i zabrać ich do Jaskini Skarbów”.

## W tradycji żydowskiej
Według przekazów ukazał się Hagar, żonie Abrama, gdy ta upokorzona przez Saraj gorąco się modliła (Rdz 16, 7–11).

## W tradycji Kościoła zachodniego i wschodniego
O Sealtielu mówi prorok Ezdrasz w księdze kanonicznej dla prawosławia (3 Ezdr 5,16).
W XV wieku mnich Amadeusz z Portugalii (zm. 1482) opisał siedmiu archaniołów, z których jednego nazwał Sealtielem.
W kościele prawosławnym jego wspomnienie (wraz z pozostałymi archaniołami) obchodzone jest 8 listopada (21 listopada według kalendarza gregoriańskiego) jako Synaxis Archanioła Michała i innych bezcielesnych mocy. Zostało ustanowione na synodzie w Laodycei w 363–364.

## Ikonografia
Przedstawiany jest w pozycji modlitewnej, z rękami skrzyżowanymi na piersiach i z oczami skierowanymi w dół. Jest to postać skupiona i pogrążona w pokornej modlitwie za ludzi. Pojawia się też z trybularzem. Jego kolor to burgund lub głęboka purpura. Jego szaty są obramowane złotem. Nosi złoty pas.
Sealtiel jest rzadko spotykany w ikonografii Kościoła Zachodniego. Przedstawiono go na bizantyjskim fresku w kościele San Angelo Carmelitano w Palermo wraz z pozostałymi sześcioma archaniołami. Przy przedstawieniu Sealtiela znajdowało się słowo orator, czyli modlący się. Odkrycie doprowadziło do rozkwitu kultu siedmiu archaniołów. W 1698 dekret Kongregacji do spraw Świętych Obrzędów ograniczył kult archaniołów, w tym Sealtiela. Za namową władz kościelnych jego przedstawienia, podobnie jak innych archaniołów, zostały zamalowane.
Sealtiela można czasem spotkać na obrazach i figurach z okresu baroku, np. na obrazie galeryjnym w kościele farnym w Mattsies, dzielnicy miasta Tussenhausen, w kontrreformacyjnym programie malarskim na malowidłach stropowych w kościele parafialnym Maria Himmelfahrt w Weilheim oraz na obrazie mistrza z Calamarca z Boliwii z około 1750. Sealtiel pojawia się na fresku autorstwa Michaela Willmanna na sklepieniu prezbiterium kościoła pw. św. Józefa w Krzeszowie.
Jego wizerunek zachował się m.in. w cerkwi św. Mikołaja Cudotwórcy w Michałowie.

## Galeria

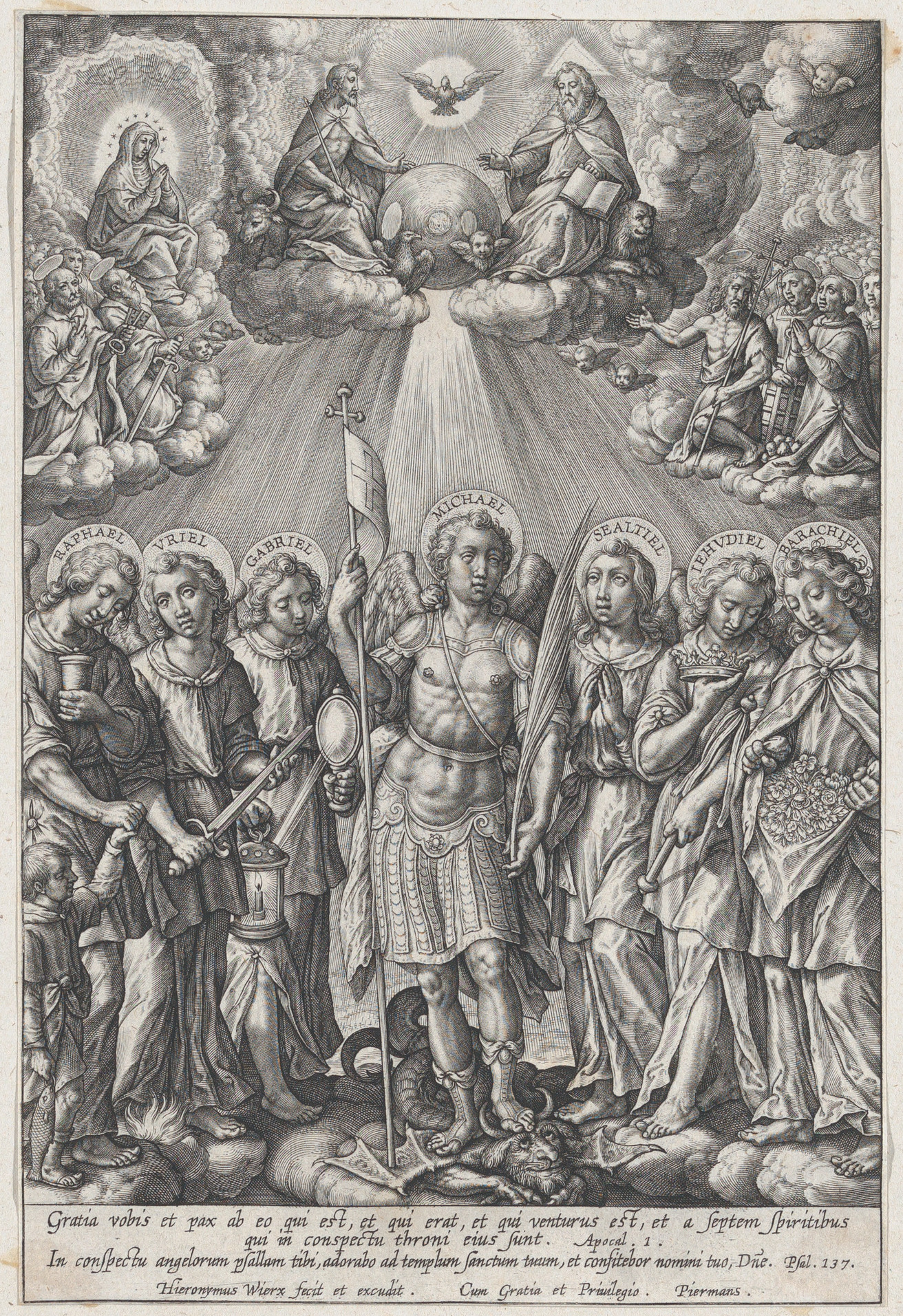
Siedmiu archaniołów na rycinie Hieronymusa Wierixa, 1570–1619, Sealtiel trzeci z prawej
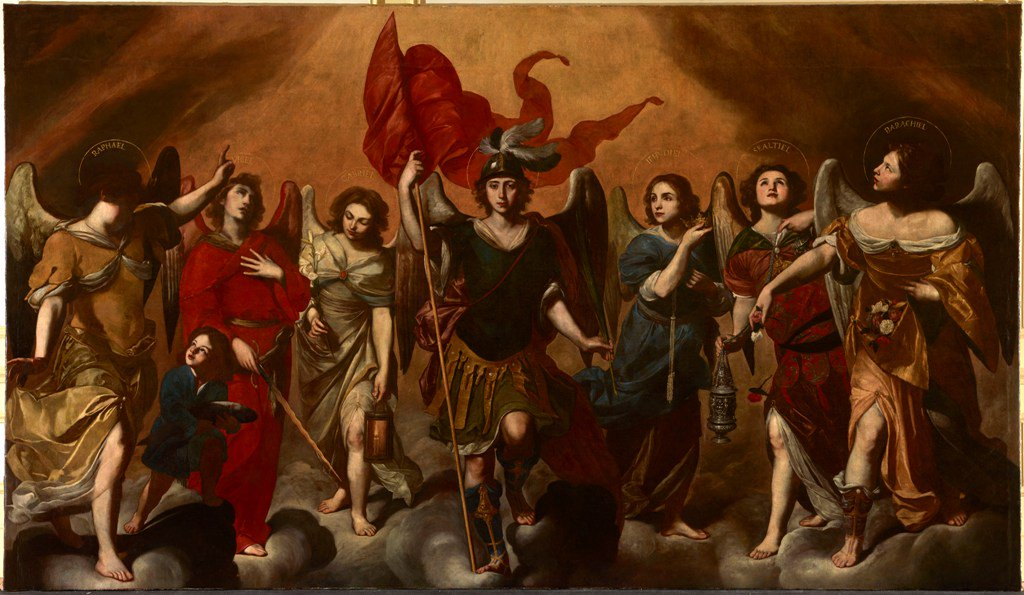
Massimo Stanzione, Los siete arcángeles, I połowa XVII wieku, Sealtiel drugi z prawej
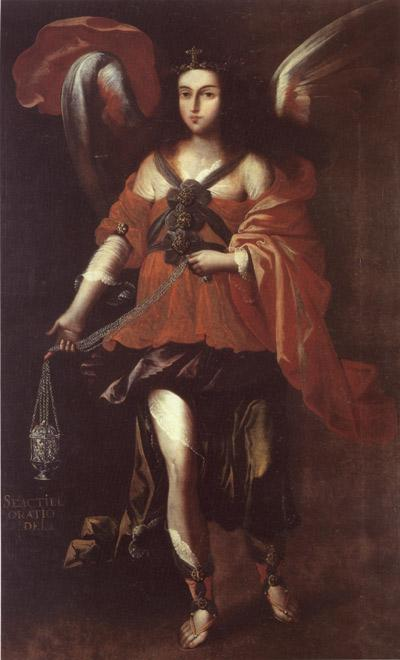
Na obrazie anonimowego malarza, około 1650
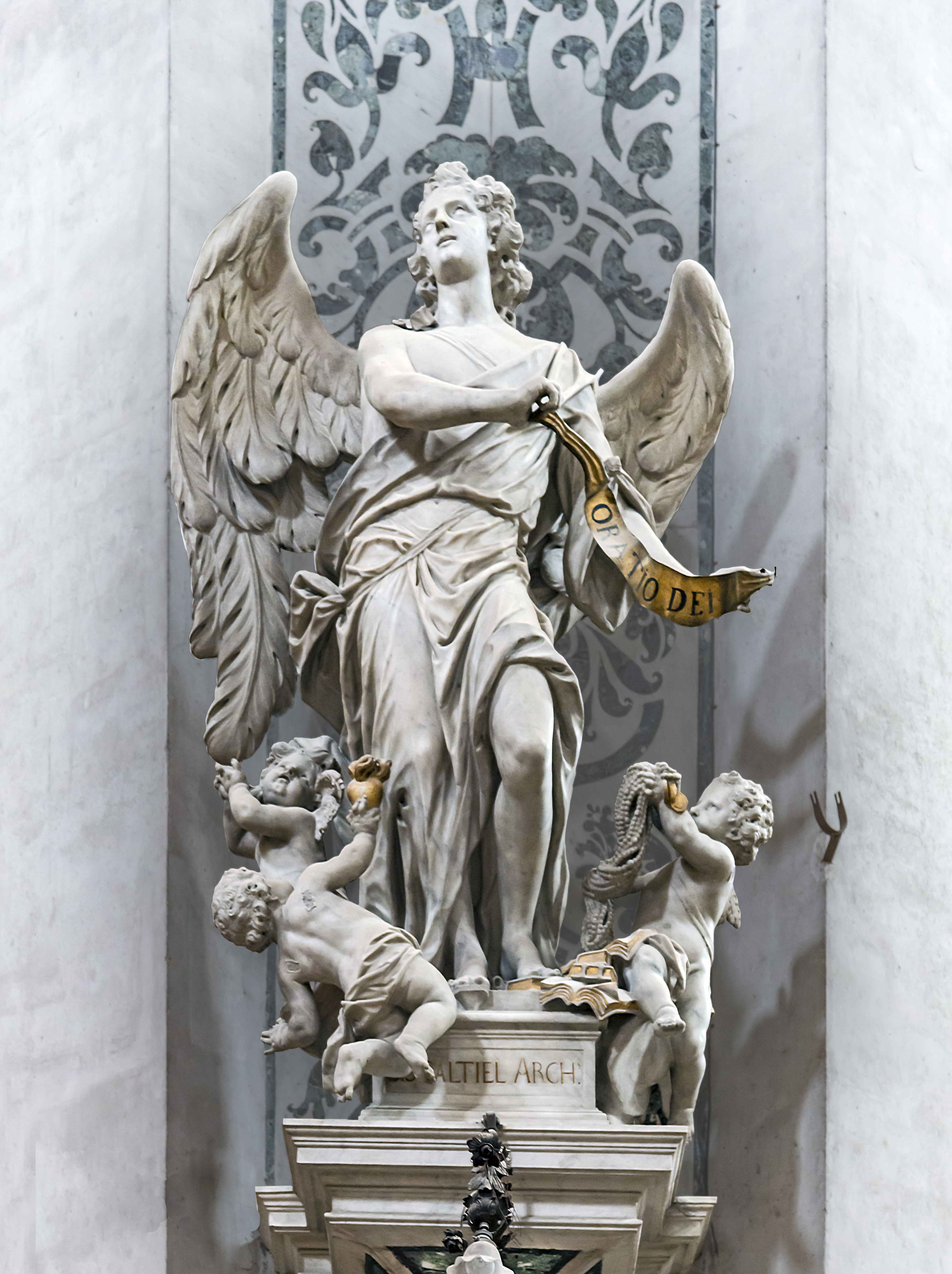
Rzeźba w kościeleSanta Maria Assunta dei Gesuiti w Wenecji
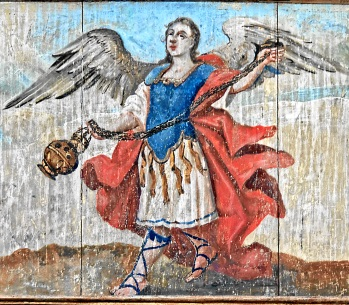
Na obrazie galeryjnym w kościele farnym w Mattsies, dzielnicy miasta Tussenhausen, 1730–1750
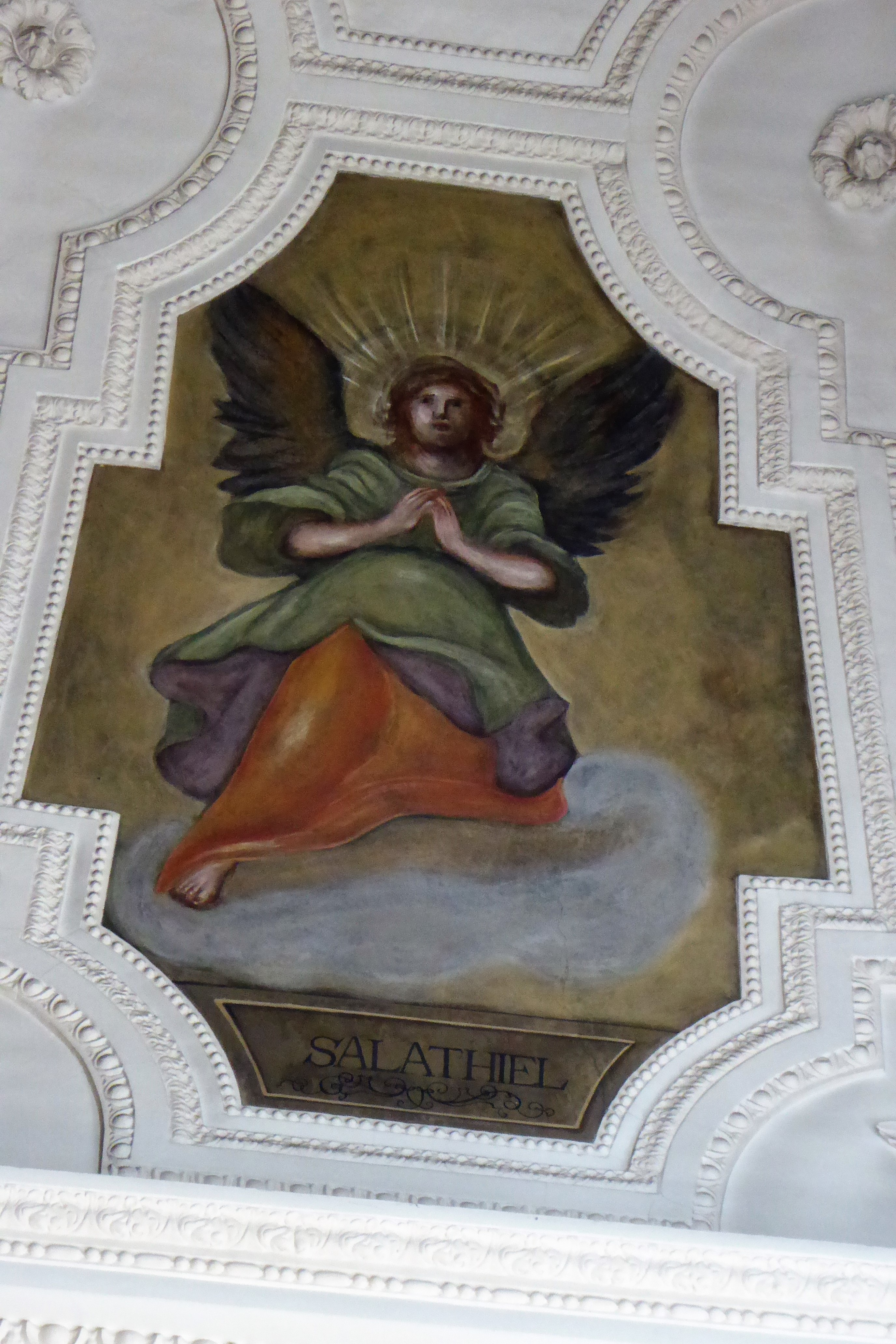
Na fresku w kościele Maria Himmelfahrt w Weilheim
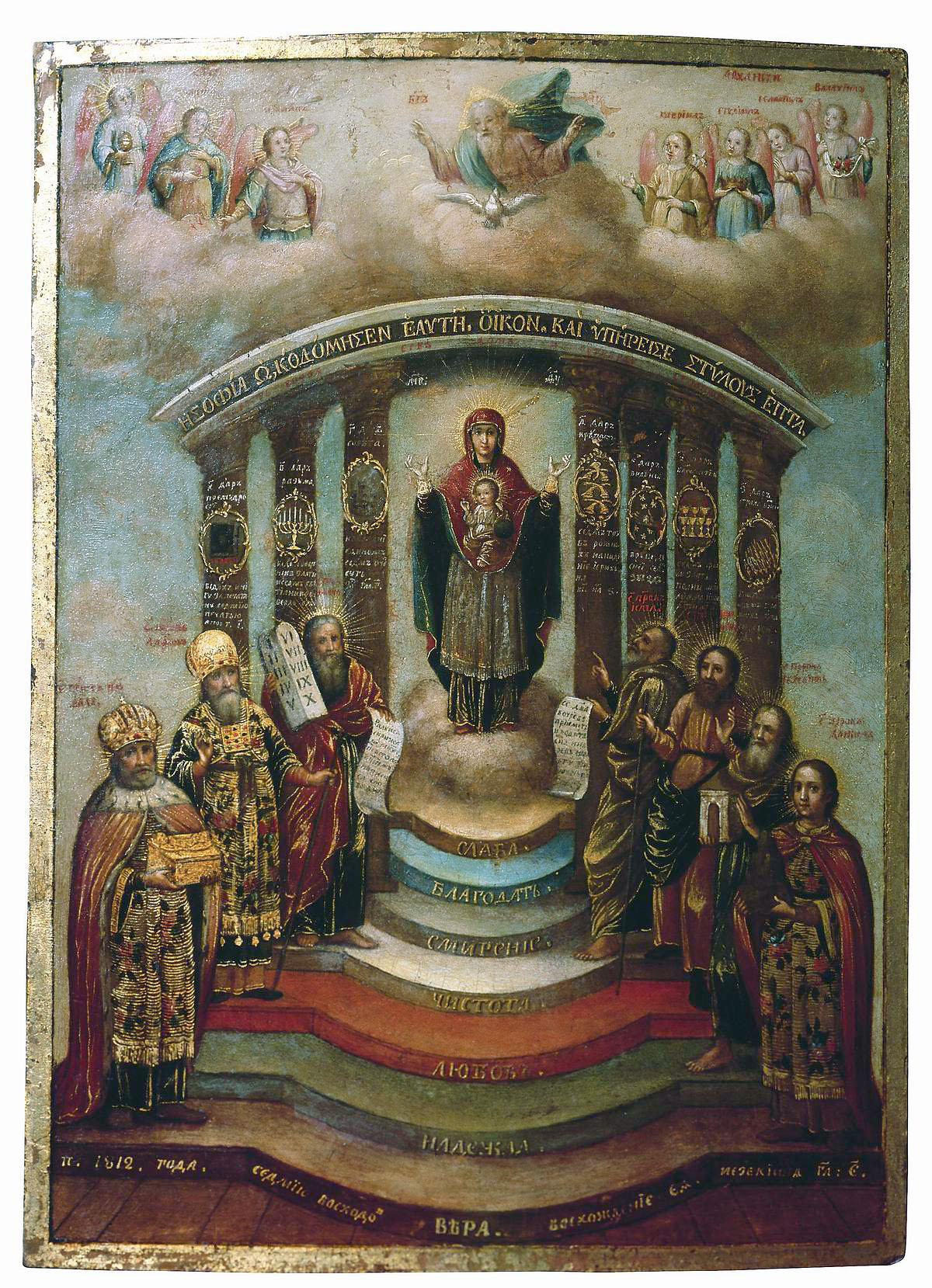
Ikona Mądrości Bożej z 1812, Sealtiel drugi z prawej
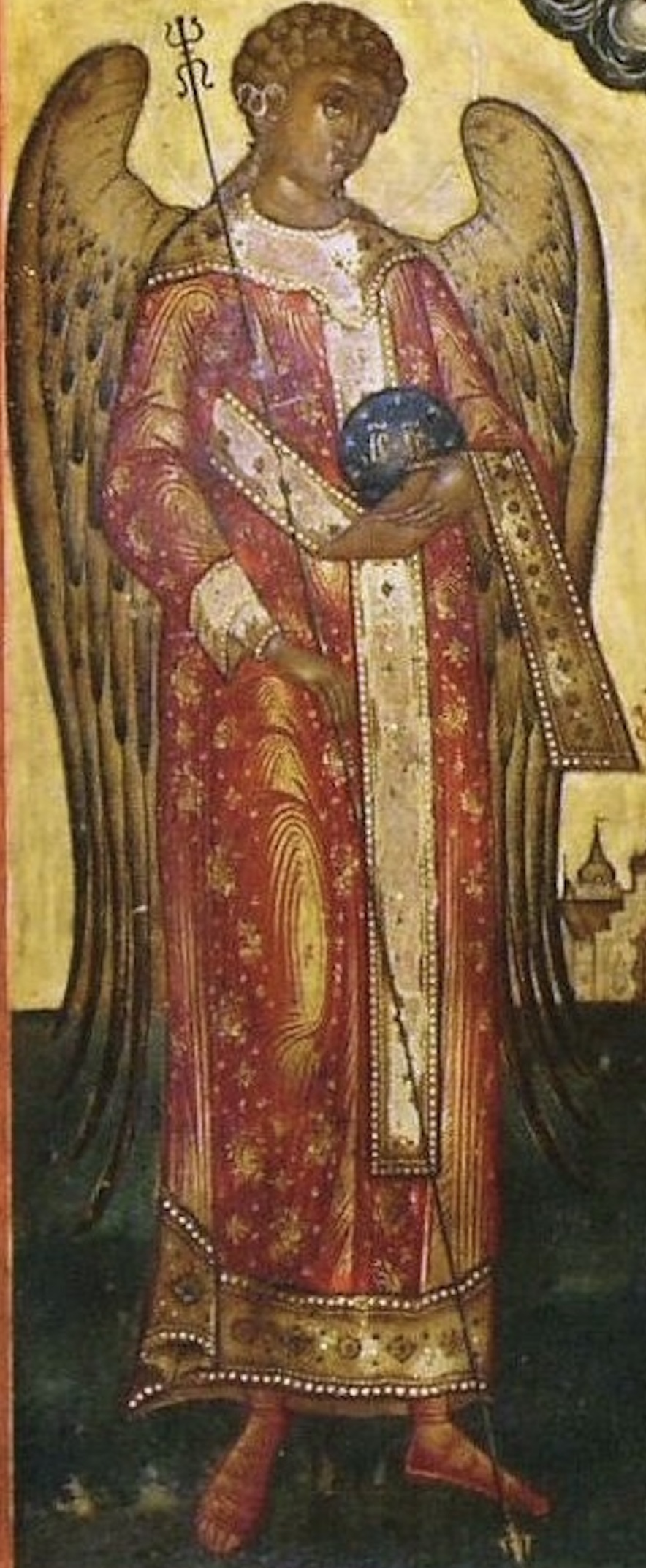
Na ikonie z 1840
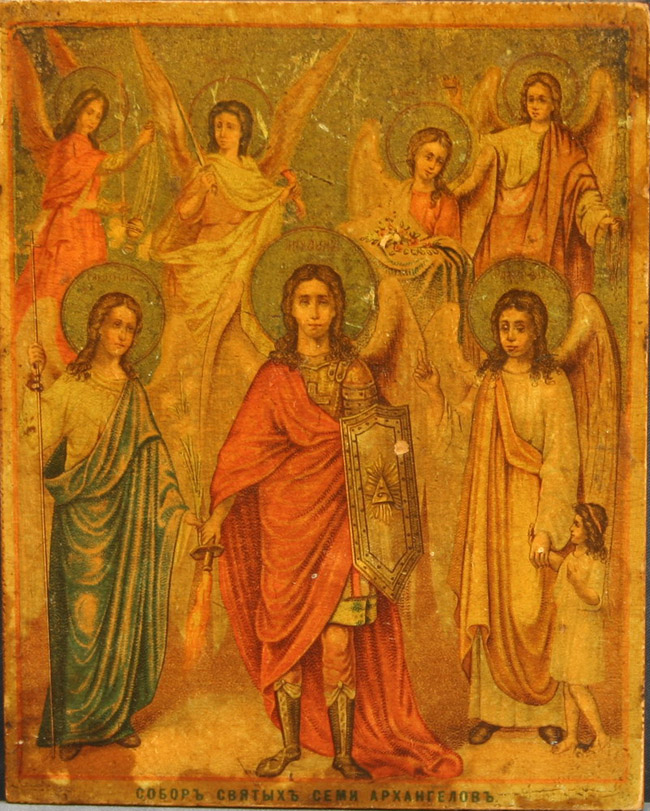
Rosyjska ikona z początku XX wieku, Sealtiel w lewym górnym rogu
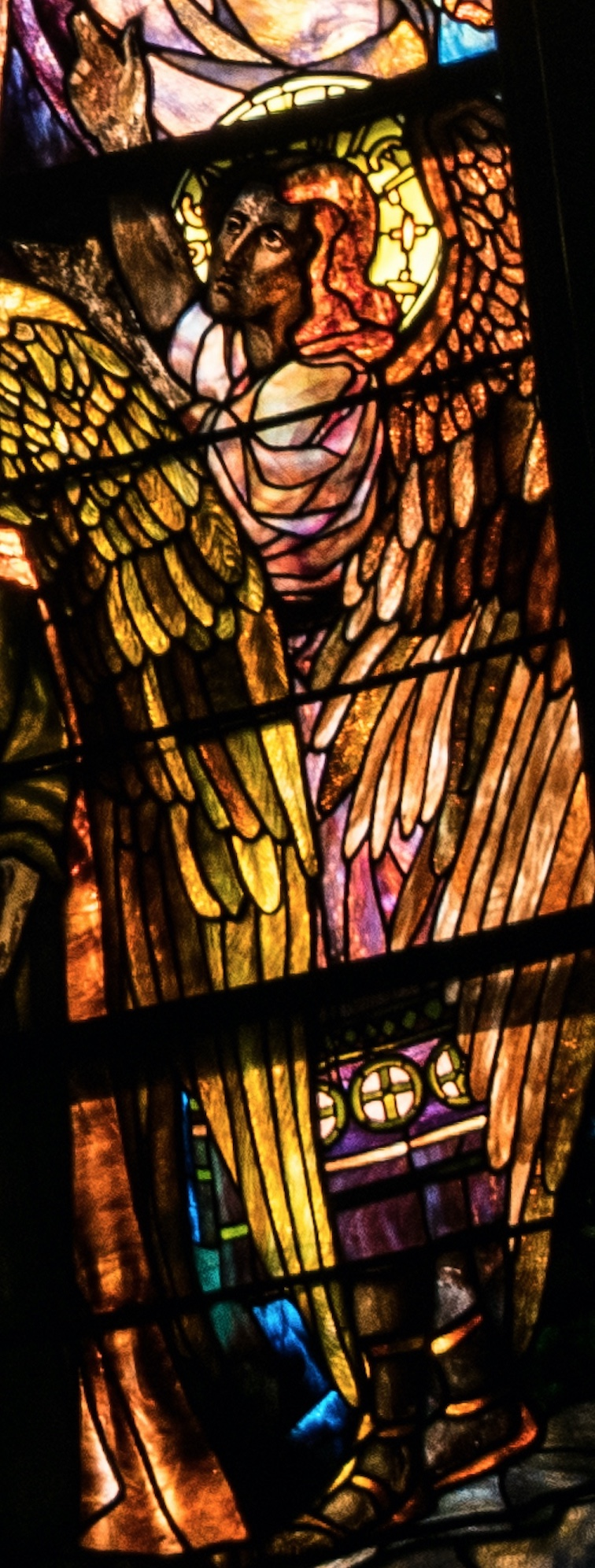
Na witrażu z kościoła episkopalnego św. Michała na Manhattanie w Nowym Jorku
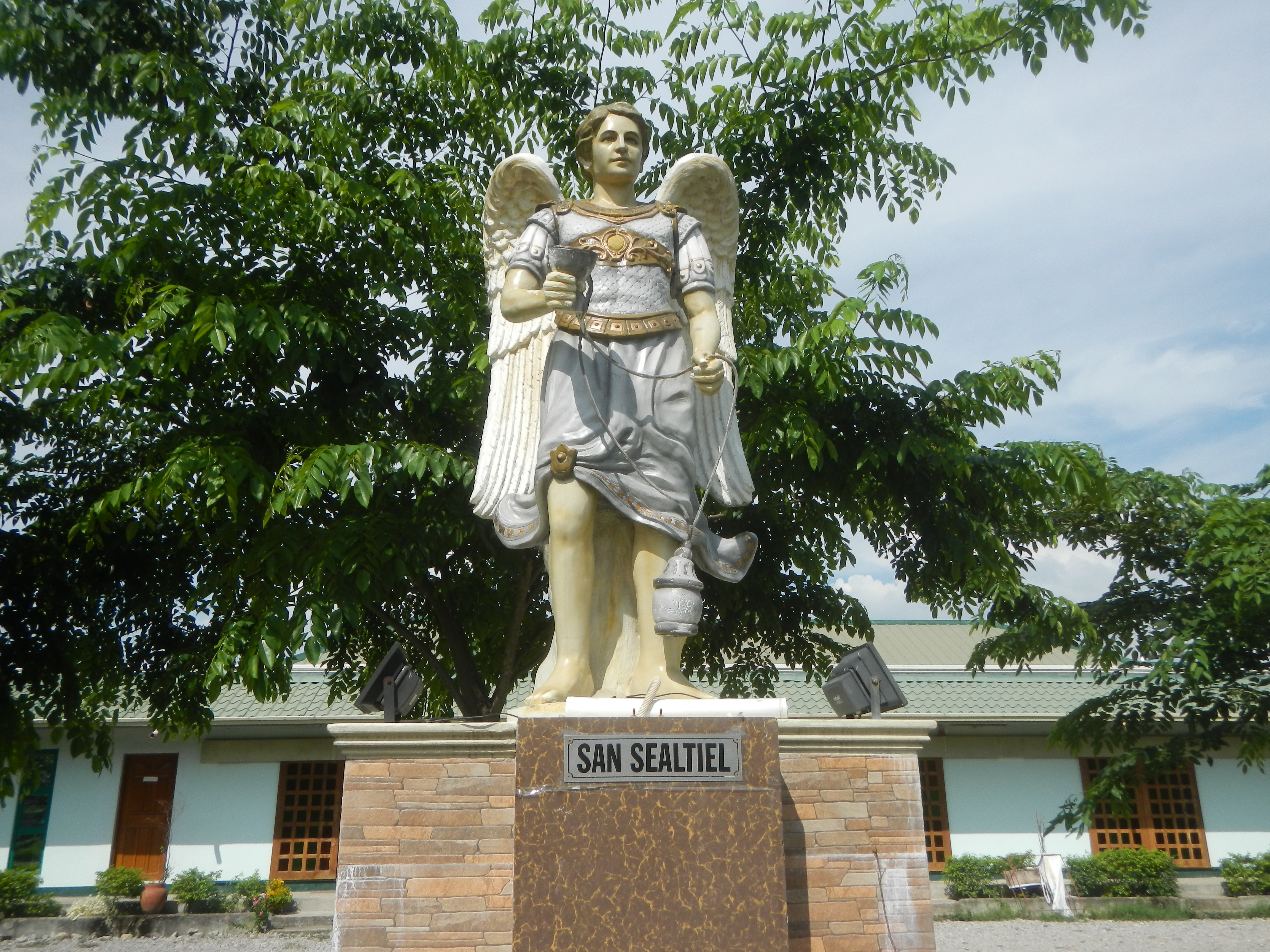
Rzeźba w Plaridel na Filipinach
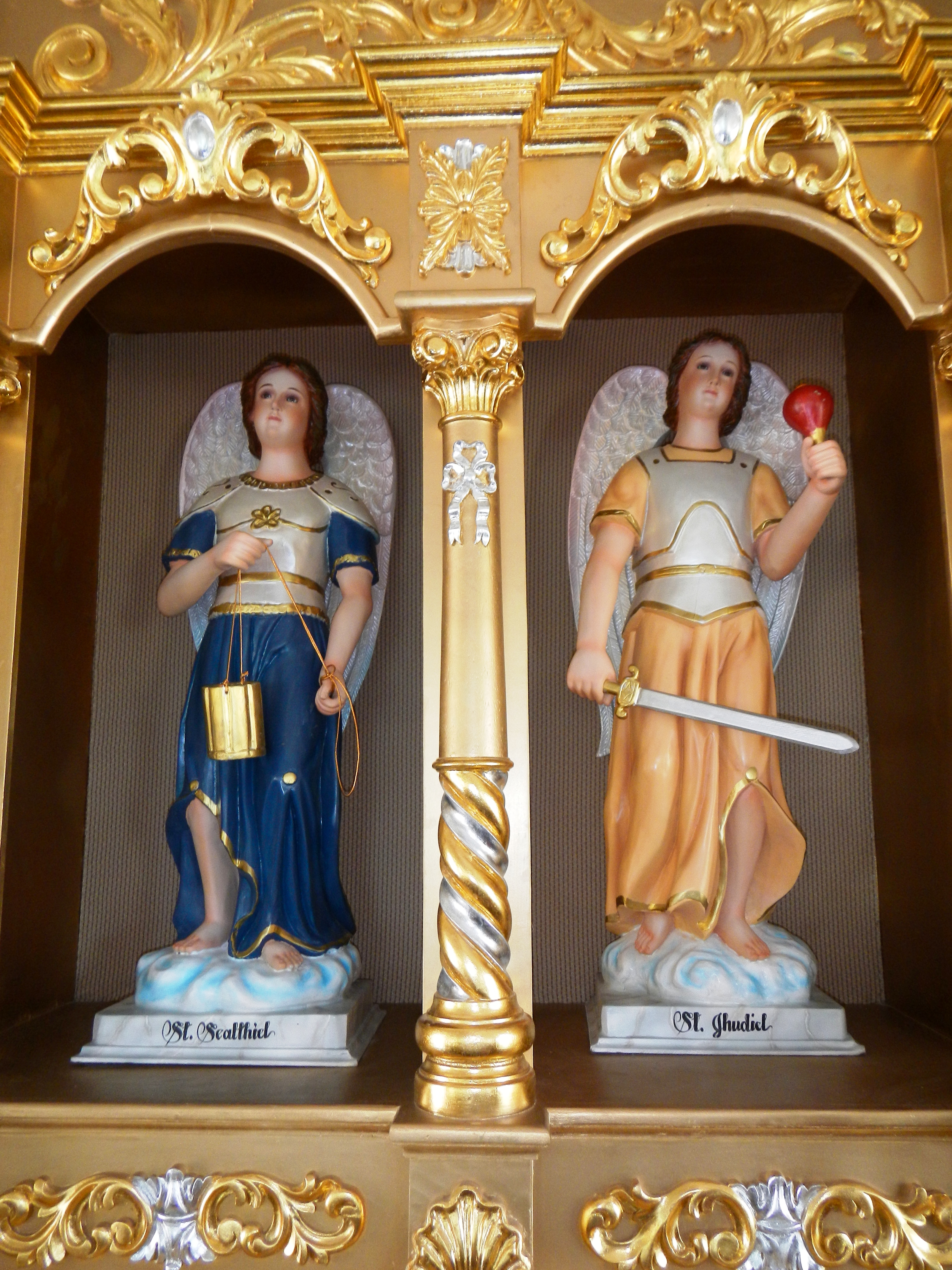
Rzeźba Sealtiela (po lewej) w ołtarzu siedmiu archaniołów w kościele w Plaridel na Filipinach
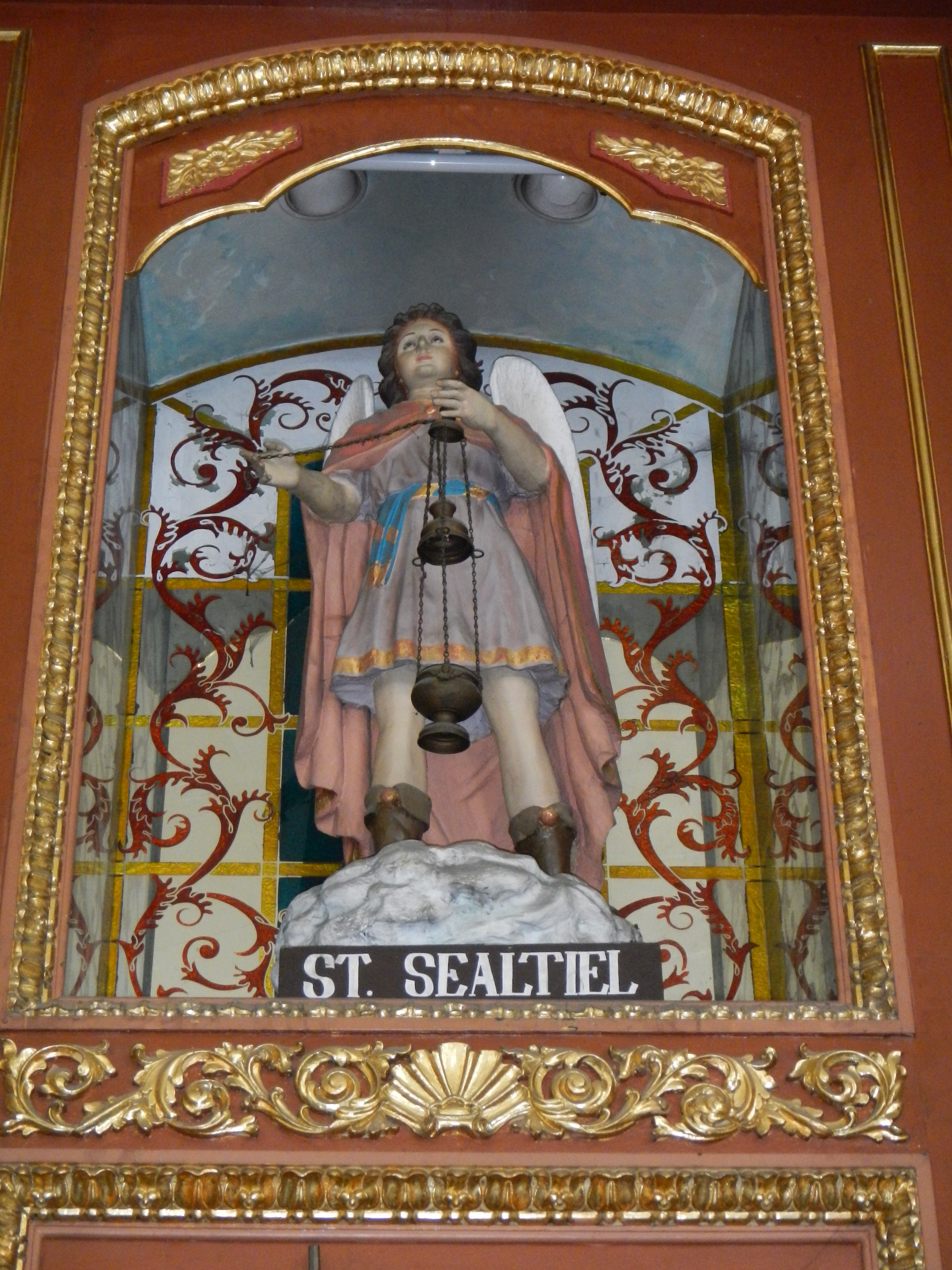
Rzeźba Sealtiela w kościele San Miguel w Manili na FIlipinach
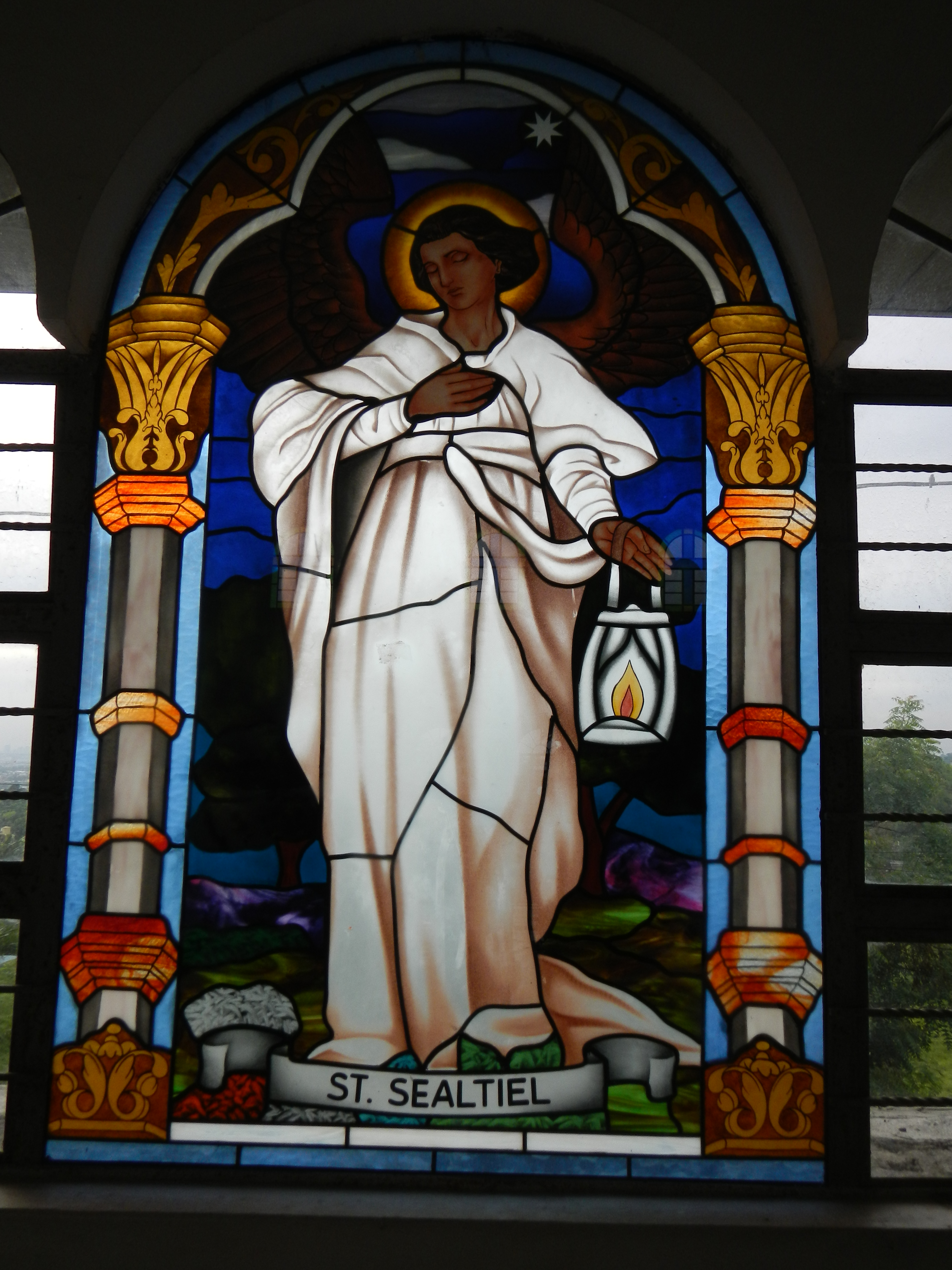
Witraż w kościele w Muzon na Filipinach